# Robert A. Masciantonio
Robert Angelo Masciantonio (nascido em 31 de maio de 1974) é um roteirista e  diretor norte-americano. 

## Biografia
Ele começou estudando na Universidade de Drexel e foi graduado da Episcopal Academy, estudando cinema na Temple University, onde ganhou o Prêmio Reel Prata por seu curta-metragem, Jerks. De lá, ele passou a escrever, dirigir e produziu em 1998, seu primeiro filme, o terror Cold Hearts.

### Carreira no Cinema
Robert deixou a faculdade para a produzir seu primeiro filme em 1997. Com a ajuda de seu pai, Robert conseguiu reunir o orçamento de cerca de 900 mil dólares para a produção. Ele começou as filmagens em maio de 1998 em Ocean City, New Jersey, USA. Foram 30 dias de gravações com uma equipe trazida de Los Angeles composta também por amigos de Robert. Robert chegou a alugar nove casas para a equipe em Ocean City. Ele encontrou problemas devido a uma infestação de mosquitos que aconteceu no local das filmagens. Parte da equipe precisou usar turbantes e protetores de rostos nas duas horas entre o pôr e o nascer do sol por uma boa semana inteira. Segundo Robert, duas pessoas que trabalhavam na produção chegaram a ser hospitalizadas. Robert também escreveu o tema instrumental do filme.
Cold Hearts estreou em 15 de outubro de 1999 e após passar por festivais de cinema, Robert recebeu o prêmio Grand Prize do Atlantic City Film Festival.
Entre os anos de 2002 e 2003, Robert dedicou-se a produção de curtas-metragens como How about This e The Big Job. Ele também escreveu o filme All Along em 2007, que passou por diversos festivais de cinema.
Quase dez anos após seu primeiro longa metragem de terror, Robert começou a produzir seu segundo filme de terror, Neighbor, estrelado por Christian Campbell. Neighbor teve sua estreia no Canadá em 28 Julho de 2009 no Fantasia International Film Festival e nos Estados Unidos em 17 Outubro de 2009 no International Horror & Sci-Fi Film Festival. Pela produção, Robert recebeu o prêmio de Best Horror Screenplay do Phoenix International Horror & Sci-Fi Film Festival. 